# Tarentum (Roma)
Tarentum o Terentum, en la topografía de la Antigua Roma fue un recinto religioso al norte del Trigarium, un terreno para ejercicios ecuestres en el Campo de Marte, cerca del Tíber. El estudio arqueológico del lugar no ha permitido encontrar ningún edificio.
El Tarentum dio su nombre a los Ludi Tarentini ("Juegos Tarentinos"), los arcaicos ludi que desembocaron en los Ludi Saeculares ("Juegos Seculares"). Este nombre es menos probable que venga del lugar de Tarento en Apulia. La ubicación del Tarentum está indicado principalmente por el descubrimiento en 1930 del registro de inscripción del acta de los Juegos Seculares celebrados tradicionalmente allí en el año 17 a. C. Debido a la presencia de aguas termales se le consideraba un sitio vinculado al inframundo, y fue ligado al culto de Dis y Proserpina. En el recinto se localizó el altar subterráneo de Dis y Proserpina.

## Ritos yludi

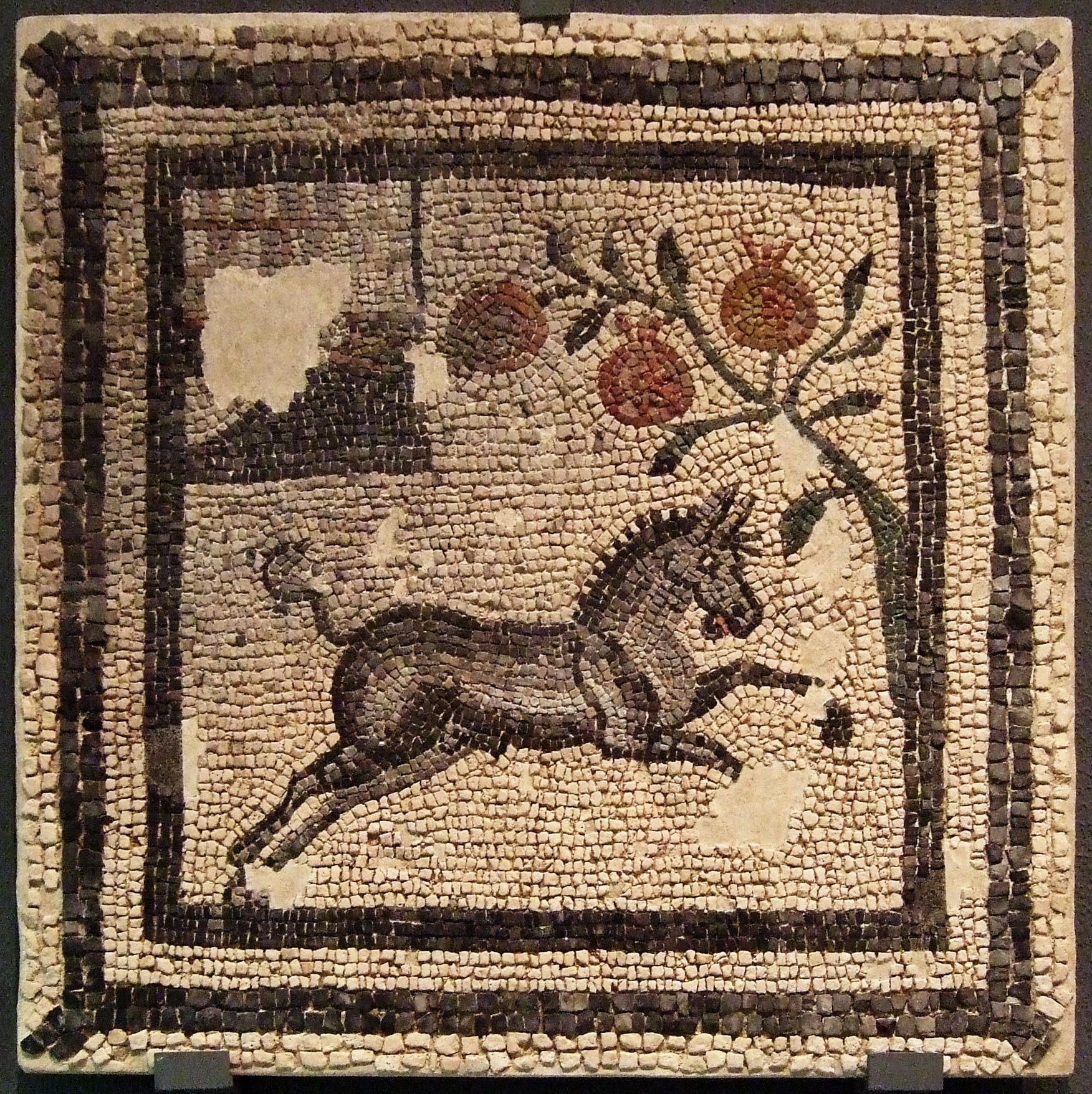
Caballo y árbol de granada (mosaico romano del siglo IV en España); la granada era un símbolo de Proserpina y las religiones mistéricas.

Los Juegos Tarentinos fueron celebrados por primera vez en el año 249 a. C., como un "ritual de crisis" durante la primera guerra púnica, de acuerdo con los libros sibilinos. Los ludi tomaron la forma de rituales durante tres noches y las carreras de caballos en honor de Dis y Proserpina, la pareja divina que tenía un altar subterráneo en el lugar.
En una versión común del mito, Proserpina (la griega Perséfone) fue secuestrada por el gobernante del inframundo y llevada en su carro para convertirse en su esposa y reina. Algunos estudiosos piensan que el Dis Pater romano ("Padre de los ricos") es una traducción latina del griego Plutón y que su culto fue establecido entre los romanos con la celebración de los juegos del 249 a. C. Varrón consideró las representaciones teatrales nocturnas que tuvieron lugar durante los Juegos como un evento seminal en la historia del teatro romano.
Los juegos propiciaban la renovación de un saeculum (el etrusco duraba 110 años), pudiéndose identificar con un origen etrusco que la tradición dice que fue introducida en Roma por la gens sabina de los Valerios (Valerii).
Para algunos estudiosos como Hendrik Wagenvoort, estas ceremonias se habrían originado con el culto de Maris, un daimon etrusco de la muerte más tarde identificado con Marte en forma ctónica, junto con Ferona como consorte de Maris. De acuerdo con Calvert Watkins, la palabra "Tarentum", en referencia al lugar romano, lo más probable es que signifique "tumba" o "sepulcro", o más fundamentalmente, "un lugar para cruzar", es decir, un lugar liminal.